# Tommy Guns
Tommy Guns (título original Nação Valente) es una película dramática portuguesa escrita y dirigida por Carlos Conceição.

## Sinopsis
En 1974, tras 13 años de lucha de liberación, los portugueses y sus descendientes abandonan la colonia de Angola, donde grupos independentistas reclaman poco a poco la devolución de su territorio. Una chica tribal descubre el amor y el peligro cuando su camino se cruza con el de un militar portugués. Mientras tanto, otro grupo de soldados portugueses se acuartela en un muro infinito que tendrán que traspasar cuando el pasado emerge de la tumba para reclamar su ansiada justicia.

## Elenco
- João Arrais como Zé
- Anabela Moreira como Apolónia
- Gustavo Sumpta como Coronel
- Leonor Silveira como Freira
- Miguel Amorim como Soldado
- Ivo Arroja como Soldado
- André Cabral como Soldado
- João Cachola como Soldado
- Vicente Gil como Soldado
- Diogo Nobre como Soldado
- Ulé Baldé como Tchissola
- Sílvio Vieira como Coronel Jovem
- Meirinho Mendes como Prata